# Casino Mediceo di San Marco
Il Casino Mediceo di San Marco è un palazzo di Firenze situato tra via Cavour 55-57-59 e via San Gallo 50.
Il complesso appare nell'elenco redatto nel 1901 dalla Direzione Generale delle Antichità e Belle Arti, quale edificio monumentale da considerare patrimonio artistico nazionale.

## Storia e descrizione

### Origini
Il primo palazzo in questo sito, un chasa con corte e loggia confinante con il giardino di San Marco già di Lorenzo il Magnifico, apparteneva ad Ottaviano de' Medici, discendente da un ramo cadetto della famiglia ma sposato con Francesca Salviati, discendente dal ramo primario dei Medici "di Cafaggiolo" e sorella di quella Maria Salviati, madre di Cosimo I. Ottaviano, che fu padre di papa Leone XI, aveva acquistato la proprietà dalla Compagnia di Tessitori di Drappi, che aveva sede nella vicina Loggia dei Tessitori e della quale resta memoria nel nome della vicina via degli Arazzieri. In seguito alla contrazione di un forte debito con il tesoro dello Stato, Ottaviano fu costretto a cedere il palazzo, che venne incamerato nei beni del duca Cosimo I.

### Francesco I e Buontalenti

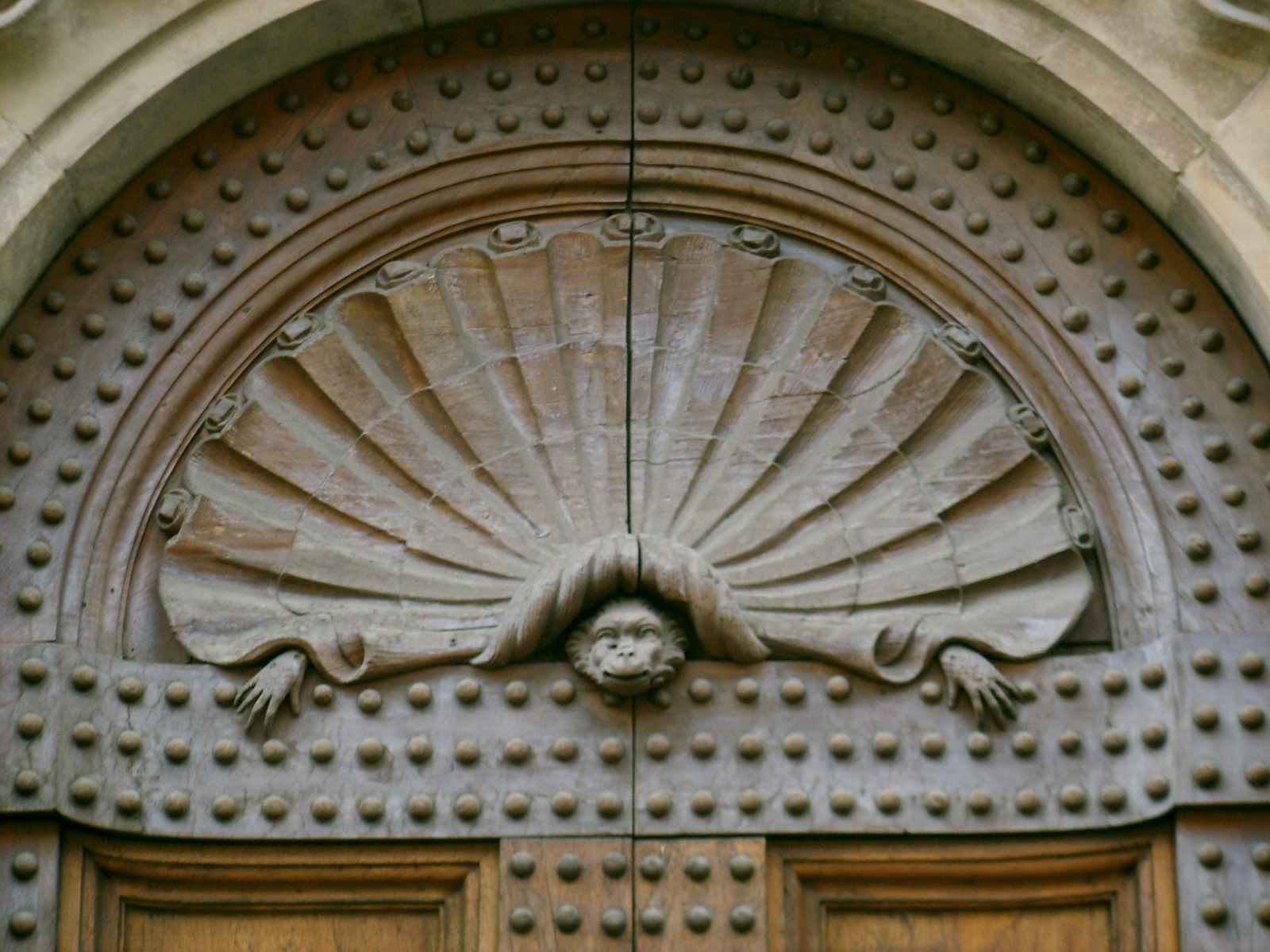
La scimmietta scolpita nel portale di Buontalenti

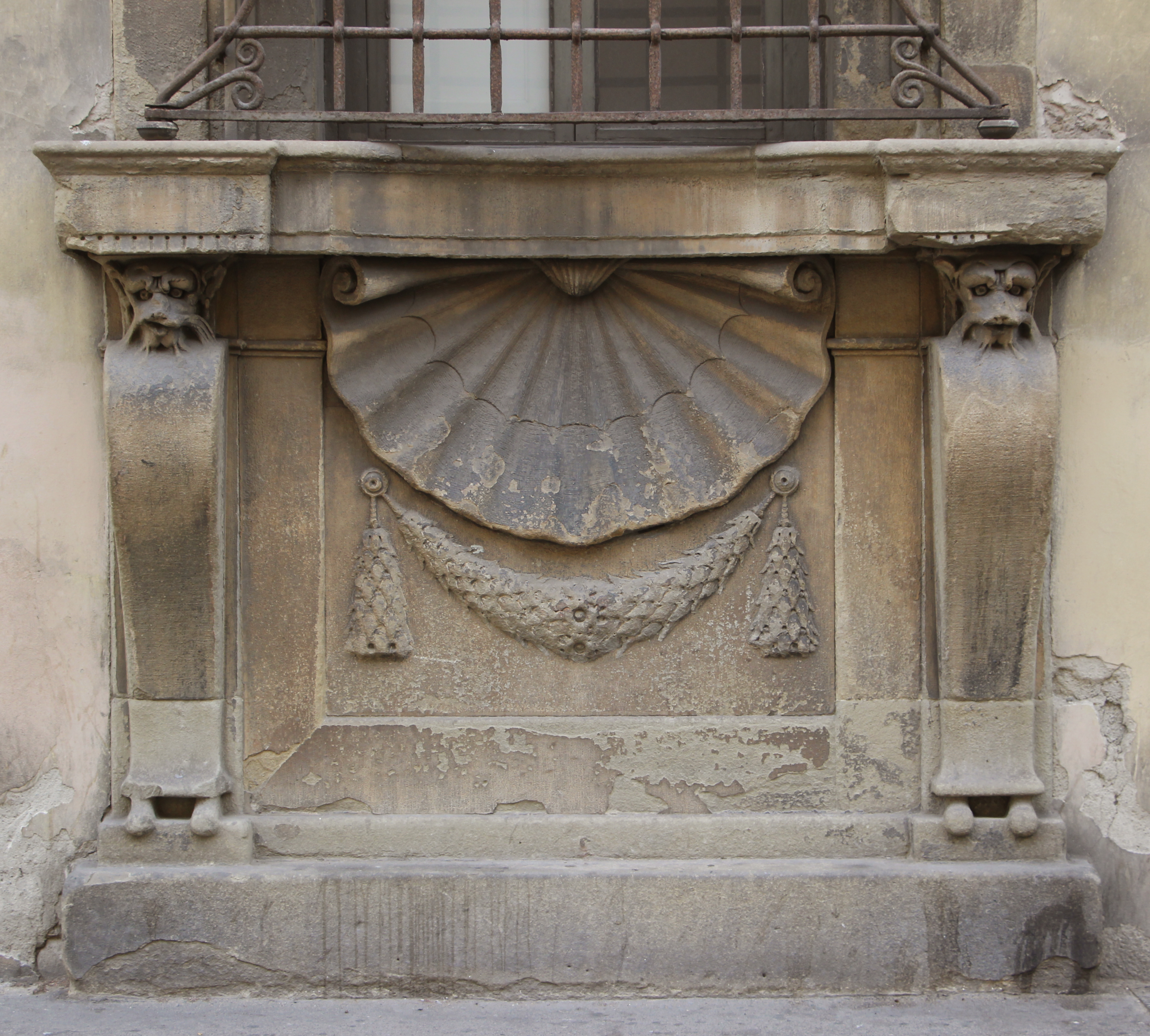
Decorazione delle finestre inginocchiate di Buontalenti

Passato a suo figlio Francesco I de' Medici, egli fece ricostruire il palazzo a Bernardo Buontalenti, secondo la moda allora dominante dei "casini" ("ville" di città, circondate da ampi giardini e caratterizzate dal piano nobile al pian terreno invece che al primo piano).
L'edificio fu iniziato nel 1570 e terminato nel 1574, in una zona che, sebbene all'interno delle mura e a pochi passi dal vetusto palazzo Medici (poi Medici-Riccardi), era ancora caratterizzata tutto sommato da una bassa urbanizzazione. Il Buontalenti creò fantasiose decorazioni tipiche dell'inquieto periodo del manierismo: mascheroni grotteschi ed elementi zoomorfi si affacciano inaspettatamente dagli elementi architettonici, ciascuno con un preciso significato simbolico. L'idea di Francesco era quella di disporre di un luogo dove dedicarsi alla sua passione verso le scienze e la sperimentazione (una specie di versione in grande del celebre studiolo di Palazzo Vecchio), oltre alla naturale vocazione del casino come "luogo di delizie", motivo per cui l'edificio fu destinato a ospitare le "fonderie medicee". Le decorazioni che si vedono oggi su via Cavour, sebbene alcuni dettagli siano estremamente raffinati, presentano aperture piuttosto distanti e un insieme un po' scialbo. La villa dopotutto era destinata ad un uso prettamente scientifico, di laboratorio, per cui non necessitava di troppi abbellimenti.
Nella villa il Buontalenti sviluppò la tecnica della porcellana Medici, la prima imitazione  "a pasta molle" della porcellana cinese eseguita in Europa.

### Don Antonio de' Medici
Alla morte di Francesco I anche questo palazzo fece parte dell'appannaggio di Ferdinando I de' Medici e nel 1588 ospitò per un periodo l'Opificio delle Pietre Dure. In seguito Ferdinando concesse la proprietà allo scomodo nipote don Antonio (figlio di Francesco e di Bianca Cappello dalla dubbia legittimità, che avrebbe potuto pretendere il trono granducale) in cambio della rinuncia ai suoi diritti dinastici. Don Antonio vi si trasferì dal 1597, commissionando numerosi abbellimenti interni e nel giardino: risalgono a quel periodo una serie di statue di Giambologna, oggi in vari musei. Tali interventi avevano lo scopo di legittimare il suo ruolo di nuovo capofamiglia dopo la scomparsa del fratello Cosimo II, fatto che aveva creato un vuoto di potere. Vi venne creato anche un gabinetto di ricerca scientifico: tipico luogo di sapere dell'epoca (ancora a metà strada tra le scienze sperimentali e quelle occulte), fu frequentato da diversi studiosi e vi venne costituita una ricca biblioteca sulla materia, oggi confluita nella Biblioteca Nazionale Centrale di Firenze. A quell'epoca venne curato anche il giardino, con statue, fontane e grotte. All'interno venne anche allestito un piccolo teatro privato.

### Carlo de' Medici
Nel 1623 passò, dopo la morte di Antonio, al cardinale Carlo de' Medici, che promosse una serie di lavori su progetto di Gherardo Silvani, e un ciclo di affreschi decorativi a cura di un gruppo d'artisti fiorentini. A questi lavori di pittura, iniziati nell'autunno del 1621 e conclusisi nel luglio 1623, presero tra l'altro parte Anastasio Fontebuoni, Michelangelo Cinganelli, Fabrizio Boschi, Matteo Rosselli, Ottavio Vannini e, tra gli aiuti, Bartolomeo Salvestrini, Giovanni Battista Vanni, Jacopo Confortini, Domenico Pugliani e Jacopo Vignali.
Filippo Tarchiani, sempre entro il 1623, eseguì la decorazione della cappella con Storie della vita di san Giuseppe (restaurate nel 1967).

### Da magazzino a tribunale

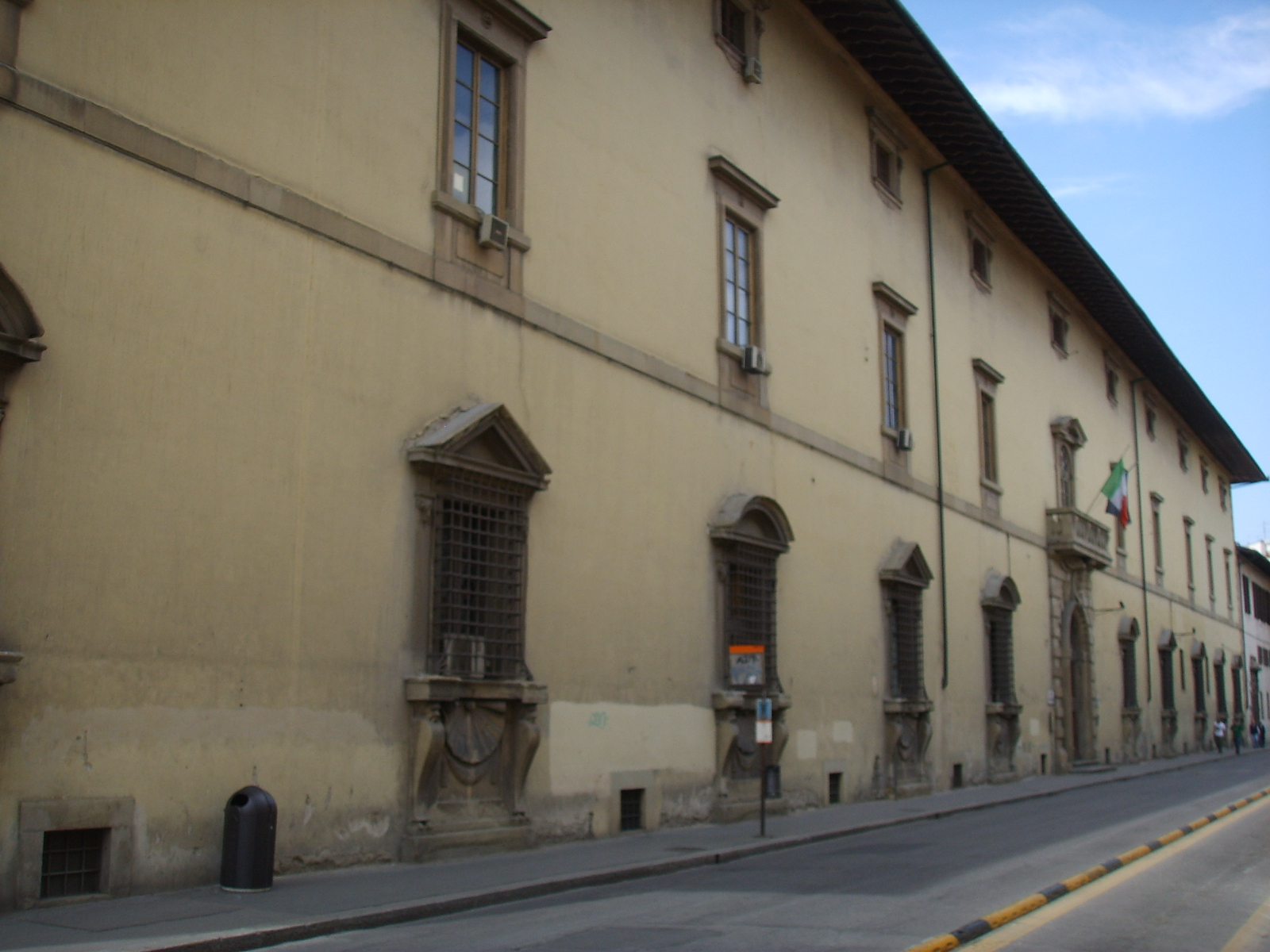
La facciata su via Cavour

Alla morte del cardinale Carlo l'edificio pervenne a Cosimo III, il quale si disinteressò dell'edificio spogliandolo degli arredi e consegnandolo ad un'inesorabile decadenza, come magazzino.
Durante l'epoca lorenense venne restaurato e modificato per farne prima la sede della caserma della Guardia Nobile (fino al 1846) poi degli uffici della Dogana. Negli anni di Firenze Capitale (1865-1871) la fabbrica, già interessata da lavori diretti nel 1804 da Giuseppe Del Rosso e nel 1815 da Luigi de Cambray Digny, fu adattata dall'ingegnere Cesare Fortini dipendente dall'architetto Paolo Comotto per accogliere gli uffici del Ministero delle finanze (e successivamente quelli della Direzione Generale del Demanio e Tasse con lavori diretti dell'ingegnere Vittorio Pistoi dipendente dall'ingegnere Francesco Mazzei): "quest'ultima destinazione tolse completamente ogni grandiosità alle vaste sale che prima vi si ammiravano, poiché fu necessario di adattarvi una numerosa falange d'impiegati, causando una divisione minutissima di locali" (Covoni), il che non toglie che ancor oggi la fabbrica si presenti "nella sua sostanziale interezza strutturale" (Fara).
Successivamente divenne sede della Corte d'Appello e, attorno al 1908-1913, nell'ambito di un progetto teso a riunire in un unico luogo le magistrature giudicanti, l'architetto Adolfo Coppedè elaborò un progetto di completo riordinamento della fabbrica quale sede del tribunale civile e penale di Firenze, poi non eseguito. Successivamente divenne sede della Procura Generale della Repubblica di Firenze. Nell'atrio d'ingresso è presente una lapide che ricorda gli avvocati fiorentini deceduti durante la Prima guerra mondiale.
A seguito dell'inaugurazione del palazzo di Giustizia a Novoli, avvenuta nel 2012, il complesso è attualmente sede della Florence School of Transnational Governance, parte integrante dell'Istituto Universitario Europeo.

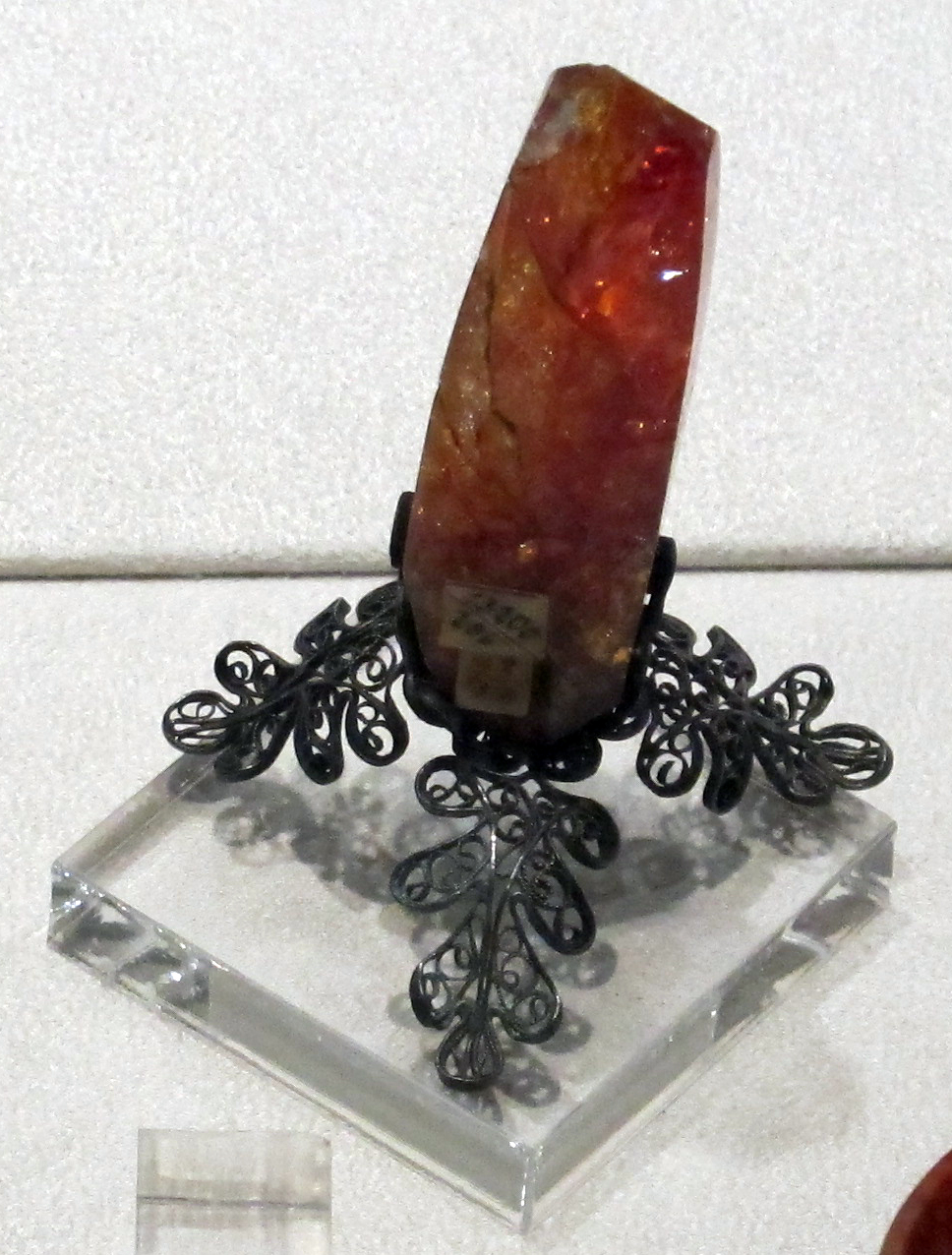
Un quarzo tratto, forse frutto degli esperimenti chimici al Casino di San Marco (Firenze, museo di Mineralogia)

Per quanto riguarda gli interventi che hanno interessato la struttura nel corso del Novecento si ricordano i seguenti cantieri: del 1906, per il restauro dei pietrami delle finestre del piano terreno, del portale e del terrazzo; del 1911 per il restauro della facciata nel suo complesso; del 1939-1942 per ulteriori interventi sul fronte con particolare riferimento agli elementi lapidei; del gennaio 1941 per il restauro dei mensoloni. Del 21 settembre 1942 è una proposta di legge per la cessione del complesso demaniale al Comune di Firenze. Del 4 luglio 1962 è una documentazione relativa al controllo della statica delle volte affrescate al piano terreno, del 1970-1971 un intervento alle coperture.

## Descrizione
Sulla facciata, intonacata e severa, risalta il bellissimo complesso centrale formato da portone e terrazza (dal 2009 occultato alla vista da un ponteggio), esemplare nel repertorio architettonico figurativo del Buontalenti, nonostante apparisse a Federico Fantozzi (1842) "troppo grave, ornato bizzarramente e con profili insignificanti e privi di grazia". Ben diverso il giudizio frutto della sensibilità moderna (ampiamente documentato dalla ricca bibliografia sull'edificio), così sintetizzato nelle parole di Carlo Cresti (in Firenze 1992): "Un portale con accartocciamenti quasi cartilaginei, mensole inginocchiate con teste e zampe animalesche, conchiglioni di pietra e festoni appesi sotto le balaustre inginocchiate, musi di ariete messi in conclusione delle mostre verticali di finestre, una bertuccia che emerge da sotto le valve di una lignea conchiglia (a figurare il passaggio dall'elemento inanimato a quello animato) stanno a rispecchiare le inclinazioni eccentriche e saturnine del principe, e a simboleggiare le attività 'magiche' che si svolgevano entro questa elitaria 'officina'".
Nel cortile è una fontana con un piccolo gruppo scultoreo con Venere e Cupido con l'arco attribuito a Raffaello Petrucci e databile forse all'inizio degli anni venti del Seicento.

## Opere già nel Casino di San Marco
- Sandro Botticelli, Scoperta del cadavere di Oloferne, oggi agli Uffizi
- Sandro Botticelli, Ritorno di Giuditta a Betulia, oggi agli Uffizi

## Bibliografia

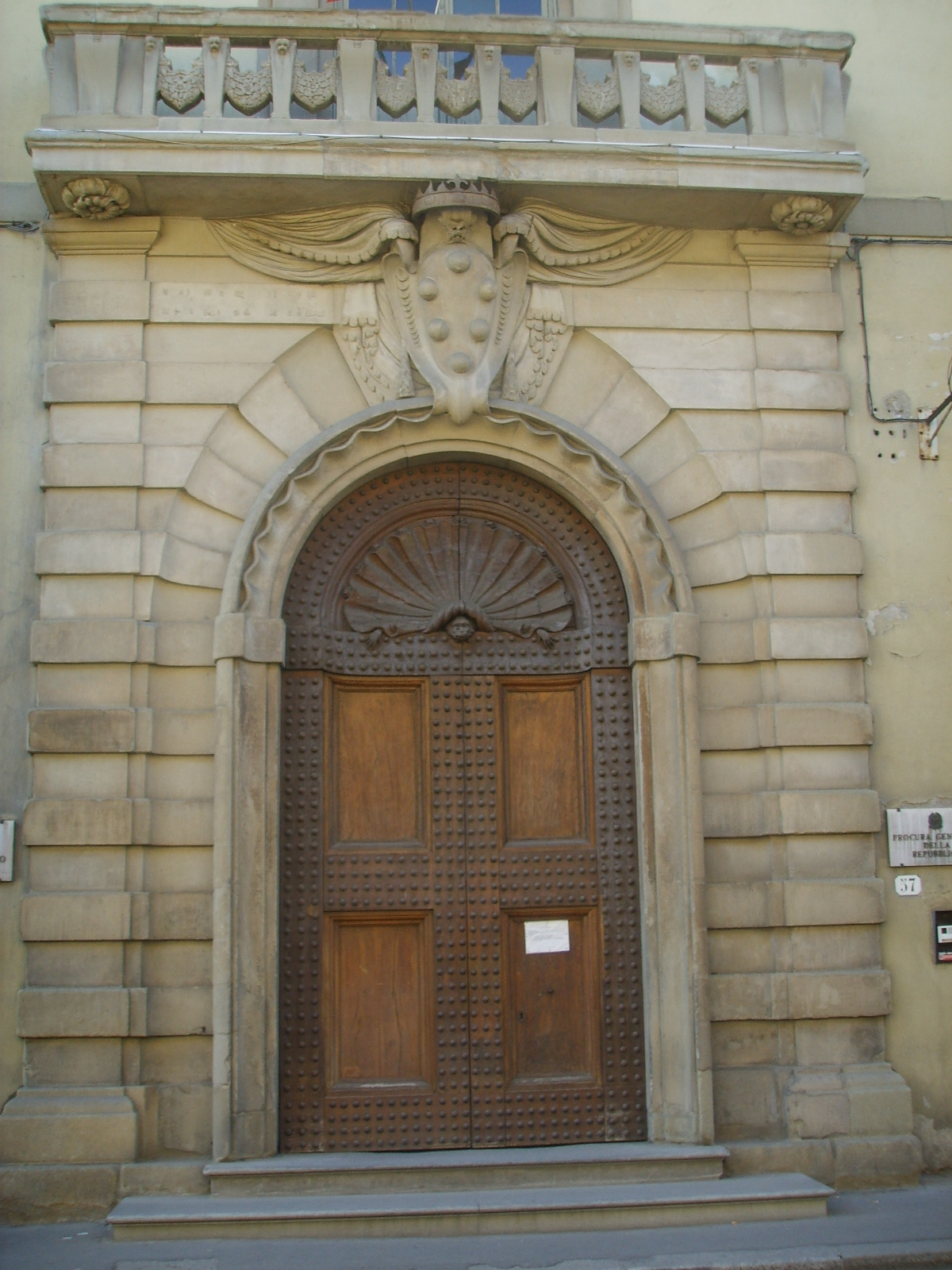
Il portale su via Cavour

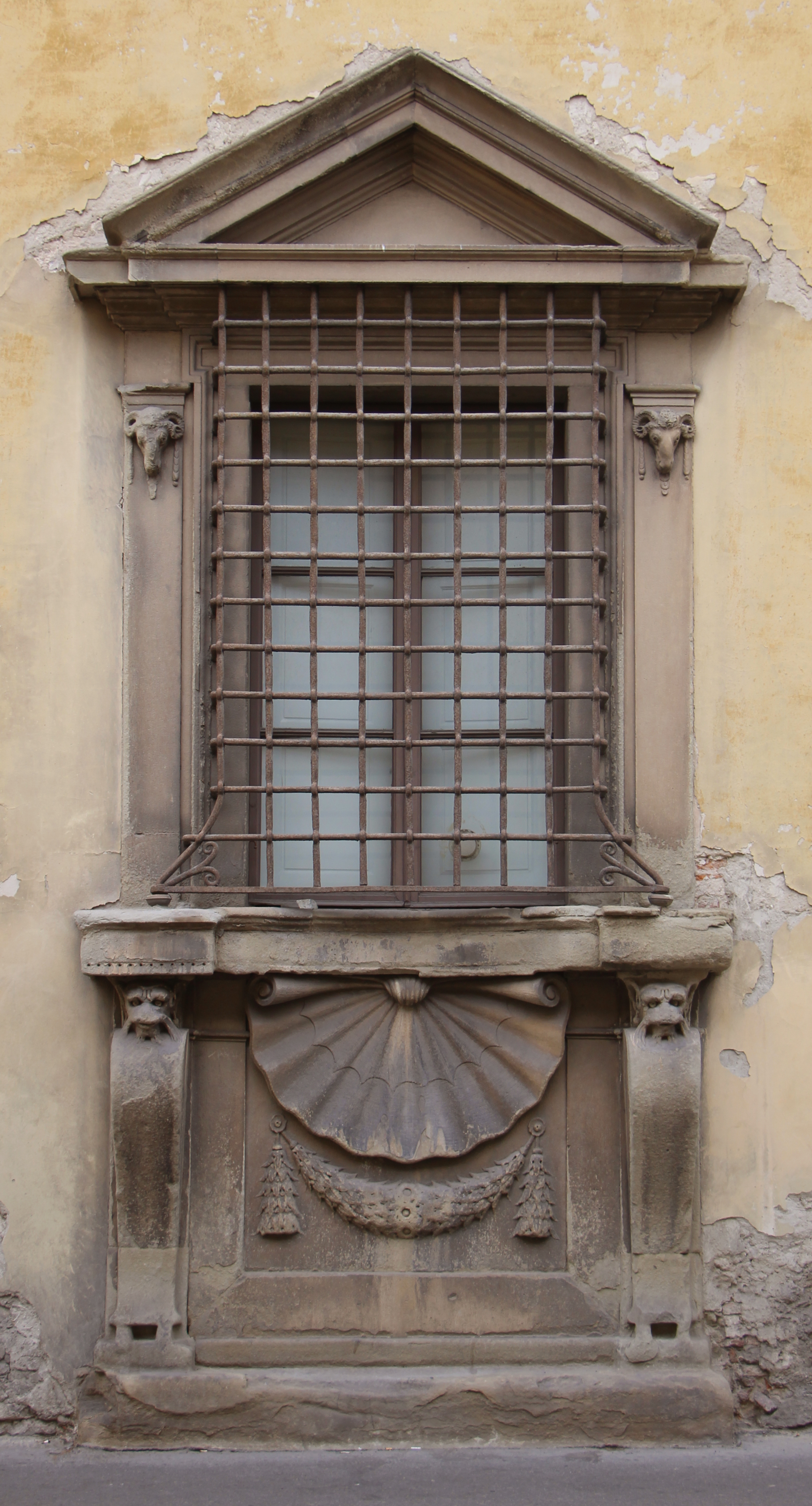
Finestra inginocchiata su via Cavour